# Louis Noiret
Louis Noiret (artiestennaam van Louis Simon Alphonse Leon Schwarz, Amsterdam, 7 juni 1896 – Amsterdam, 24 april 1968) was een Nederlands zanger, pianist, tekstschrijver en componist.
Hij was zoon van Amsterdammer Albertus Wilhelmus Schwarz en Ava Maria Antonia Wever uit Hoorn. Hij was vanaf 1921 getrouwd met musicienne (hakkebord) Elisabeth Margit (Ellis) Szilagyi uit Boedapest. In 1931 volgde een scheiding van tafel en bed. Na de definitieve echtscheiding in 1941 hertrouwde hij met Maria Margaretha van der Poll (Polly Noiret, 1910-1985). Het echtpaar woonde langere tijd aan de Chasséstraat in Amsterdam. Hij overleed in het Sint Lucas Ziekenhuis. Hij werd begraven op Begraafplaats Sint-Barbara.
Hij begon als pianist door in bioscopen stomme films te voorzien van muziek. Hij was voor twee jaar dirigent van de Wiener Operette in Amsterdam. Hij was vanaf 1920 even pianist bij het cabaretgezelschap van Jean-Louis Pisuisse en stapte na een jaar over naar het gezelschap van Adolf Bouwmeester. Daarna vormde hij met zijn aanstaande vrouw Polly Noiret jarenlang een duo, dat ook wel in het buitenland optrad. Na het huwelijk verdween zij naar de achtergrond. In de jaren voor de Tweede Wereldoorlog schreef hij al liedjes voor anderen, waaronder Willy Derby, Kees Pruis en Lou Bandy.
Tijdens de mobilisatietijd had Noiret groot succes met zijn creatie Kobus Kuch uit Burgerbrug. Bekende soldatenliedjes die hij schreef en uitvoerde waren onder andere De jongens aan de grenzen, Oh sergeant (ze hebben m’n sokken gestolen) (ook gezongen door Kees Pruis) en  Het regiment gaat voorbij, ook bekend als De ki-ka-kolonel. In 1940 nam hij een door Anton Beuving uit het Italiaans vertaald liedje op, Kleine herdersjongen, dat later als Kleine jodeljongen een hit werd voor Manke Nelis. Kleine herdersjongen werd ook nog gezongen door de Zangeres Zonder Naam.
Noiret begon een, nog steeds bestaande, muziekuitgeverij in Amsterdam. De grootste ster die hij ontdekte was Johnny Jordaan, die in 1955 een mede door Noiret georganiseerde talentenjacht won en die het door hem geschreven nummer Bij ons in de Jordaan opnam. Samen met Beuving organiseerde hij ook het eerste Jordaanfestival. De teksten voor zijn Jordaanliederen waren veelal van de hand van Henvo (Henk Voogt).
Sinds 1988 is er een Kobus Kuch café in Delft, genoemd naar de creatie van Noiret.
- Gemeinsame Normdatei: 1199893579
- International Standard Name Identifier: 0000 0000 3935 1757
- Library of Congress Control Number: nb98063702
- MusicBrainz: bc324ab2-e69d-4453-b0af-525c7f8317aa
- Nationale Bibliotheek van Tsjechië: mzk2011618099
- Nederlandse Thesaurus van Auteursnamen: 09486926X
- Virtual International Authority File: 70883110